# Mickaël Tacalfred
Mickaël Tacalfred (Colombes, Francia; 23 de abril de 1981) es un futbolista francés, de origen guadalupeño. Juega de defensa y su actual club es el AS Béziers.

## Selección nacional
Ha sido internacional con la selección de fútbol de Guadalupe, ha jugado 12 partidos internacionales.

## Clubes
| Club                | País    | Año       |
| ------------------- | ------- | --------- |
| Red Star Saint-Ouen | Francia | 2000-2001 |
| FC Martigues        | Francia | 2001-2002 |
| FC Rouen            | Francia | 2002-2003 |
| Angers SCO          | Francia | 2003-2004 |
| Dijon FCO           | Francia | 2004-2008 |
| Stade de Reims      | Francia | 2008-2016 |
| AJ Auxerre          | Francia | 2016-2019 |
| AS Béziers          | Francia | 2019-     |